# Сара Ліндборг
Сара Юханна Ліндборг (швед. Sara Johanna Lindborg; нар. 8 липня 1998) — шведська борчиня вільного стилю, бронзова призерка чемпіонату Європи.

## Життєпис
У 2018 році здобула срібну медаль на чемпіонаті Європи серед юніорів та бронзову на чемпіонаті світу серед юніорів.

## Спортивні результати на міжнародних змаганнях

### Виступи на Чемпіонатах світу
| Змагання                        | Збірна | Вагова категорія          | Місце |
| ------------------------------- | ------ | ------------------------- | ----- |
| Чемпіонат світу з боротьби 2019 | Швеція | жіноча боротьба, до 57 кг | 20    |
| Чемпіонат світу з боротьби 2021 | Швеція | жіноча боротьба, до 59 кг | 5     |
| Чемпіонат світу з боротьби 2022 | Швеція | жіноча боротьба, до 62 кг | 8     |

### Виступи на Чемпіонатах Європи
| Змагання                         | Збірна | Вагова категорія          | Місце  |
| -------------------------------- | ------ | ------------------------- | ------ |
| Чемпіонат Європи з боротьби 2019 | Швеція | жіноча боротьба, до 57 кг | 12     |
| Чемпіонат Європи з боротьби 2020 | Швеція | жіноча боротьба, до 57 кг | Бронза |

### Виступи на Європейських іграх
| Змагання              | Збірна | Вагова категорія          | Місце |
| --------------------- | ------ | ------------------------- | ----- |
| Європейські ігри 2019 | Швеція | жіноча боротьба, до 57 кг | 7     |

### Виступи на Кубках світу
| Змагання                    | Збірна | Вагова категорія | Місце |
| --------------------------- | ------ | ---------------- | ----- |
| Кубок світу з боротьби 2018 | Швеція | команда          | 8     |

### Виступи на інших змаганнях
| Змагання                                                       | Збірна | Вагова категорія          | Місце  |
| -------------------------------------------------------------- | ------ | ------------------------- | ------ |
| Flatz Open 2016                                                | Швеція | жіноча боротьба, до 55 кг | Бронза |
| Klippan Lady Open 2016                                         | Швеція | жіноча боротьба, до 55 кг | 11     |
| Гран-прі Німеччини з боротьби 2016                             | Швеція | жіноча боротьба, до 55 кг | 5      |
| Klippan Lady Open 2017                                         | Швеція | жіноча боротьба, до 60 кг | 7      |
| Гран-прі Німеччини з боротьби 2017                             | Швеція | жіноча боротьба, до 55 кг | Бронза |
| Klippan Lady Open 2018                                         | Швеція | жіноча боротьба, до 57 кг | 9      |
| Північний чемпіонат з боротьби 2018                            | Швеція | жіноча боротьба, до 57 кг | Золото |
| Гран-прі Іспанії з боротьби 2018                               | Швеція | жіноча боротьба, до 57 кг | 7      |
| Відкритий чемпіонат Польщі з боротьби 2018                     | Швеція | жіноча боротьба, до 57 кг | 12     |
| Klippan Lady Open 2019                                         | Швеція | жіноча боротьба, до 57 кг | 8      |
| Турнір Дана Колова — Николи Петрова 2019                       | Швеція | жіноча боротьба, до 57 кг | 5      |
| Турнір Яшара Догу 2019                                         | Швеція | жіноча боротьба, до 59 кг | Бронза |
| Відкритий чемпіонат Польщі з боротьби 2019                     | Швеція | жіноча боротьба, до 57 кг | 5      |
| Klippan Lady Open 2020                                         | Швеція | жіноча боротьба, до 59 кг | Бронза |
| Відкритий чемпіонат Польщі з боротьби 2020                     | Швеція | жіноча боротьба, до 59 кг | Срібло |
| Гран-прі Франції Анрі Деглана 2021                             | Швеція | жіноча боротьба, до 57 кг | Бронза |
| Олімпійський кваліфікаційний турнір з боротьби 2021 (Будапешт) | Швеція | жіноча боротьба, до 57 кг | 5      |
| Олімпійський кваліфікаційний турнір з боротьби 2021 (Софія)    | Швеція | жіноча боротьба, до 57 кг | 7      |
| Турнір Маттео Пелліцоне 2022                                   | Швеція | жіноча боротьба, до 62 кг | 6      |
| Гран-прі Іспанії з боротьби 2022                               | Швеція | жіноча боротьба, до 62 кг | Бронза |

### Виступи на змаганнях молодших вікових груп
| Змагання                                          | Збірна | Вагова категорія          | Місце  |
| ------------------------------------------------- | ------ | ------------------------- | ------ |
| Північний чемпіонат з боротьби серед кадетів 2013 | Швеція | жіноча боротьба, до 49 кг | Бронза |
| Чемпіонат Європи з боротьби серед кадетів 2014    | Швеція | жіноча боротьба, до 52 кг | 10     |
| Чемпіонат світу з боротьби серед кадетів 2014     | Швеція | жіноча боротьба, до 52 кг | 8      |
| Чемпіонат Європи з боротьби серед кадетів 2015    | Швеція | жіноча боротьба, до 56 кг | 10     |
| Чемпіонат світу з боротьби серед кадетів 2015     | Швеція | жіноча боротьба, до 56 кг | 13     |
| Чемпіонат Європи з боротьби серед юніорів 2016    | Швеція | жіноча боротьба, до 55 кг | 12     |
| Чемпіонат Європи з боротьби серед юніорів 2017    | Швеція | жіноча боротьба, до 55 кг | 10     |
| Чемпіонат Європи з боротьби серед юніорів 2018    | Швеція | жіноча боротьба, до 57 кг | Срібло |
| Чемпіонат світу з боротьби серед юніорів 2018     | Швеція | жіноча боротьба, до 57 кг | Бронза |